# 希俄斯新修道院
希俄斯的新修道院（希臘語：Νέα Μονή）是一座始建於11世紀的希臘正教修道院，位於希臘希俄斯島內陸，距希俄斯鎮約15公里。修道院內的教堂是中期拜占庭式建築的代表作，並且修道院還保留有11世紀時的馬賽克。1990年，希俄斯的新修道院和達夫尼修道院及俄西俄斯羅卡斯修道院同時被登錄為世界文化遺產 。現在修道院的大部分建築是在希臘獨立戰爭之後重建的。

## 歷史
新修道院是由拜占庭皇帝君士坦丁九世及其妻佐伊女皇於11世紀中期下令興建 。主教堂於1049年啟用，而座建築群則於1055年、君士坦丁九世死後才完工。
新修道院曾被多任拜占庭皇帝賦予各種優待。在一封1049年7月由君士坦丁九世頒發的金璽詔書中，君士坦丁九世就將希俄斯島上所有猶太人所繳付的人頭稅賜給新修道院。由於隨後的皇帝亦向新修道院賜予土地、免稅及給予其他優待，新修道院於拜占庭統治時期逐漸興盛，並積累不少財富，成為愛琴海上富裕程度數一數二的修道院。在1300年的頂峰時期，新修道院及其所屬建築曾覆蓋希俄斯島近三分之一的面積，有多達800名僧侶在此居住。
儘管隨後熱那亞人的管治令新修道院的財富有所縮減，新修道院在鄂圖曼時期重新蓬勃。當時新修道院由君士坦丁堡普世牧首直接管轄，並享有相當的自主。新修道院直到1822年的希俄斯島大屠殺才開始衰落。
1822年 希臘獨立戰爭期間，新修道院遭到拋棄和掠奪。1881年7.3級的希俄斯島地震更加劇了主教堂的損壞，並導致其穹頂倒塌。其他建築物，如1512年建造的鐘樓，亦被摧毀。1952年，由於僧侶短缺，新修道院轉變為一座女修道院。根據2001年的人口普查，新修道院只有3名尼姑居住。

## 建築物

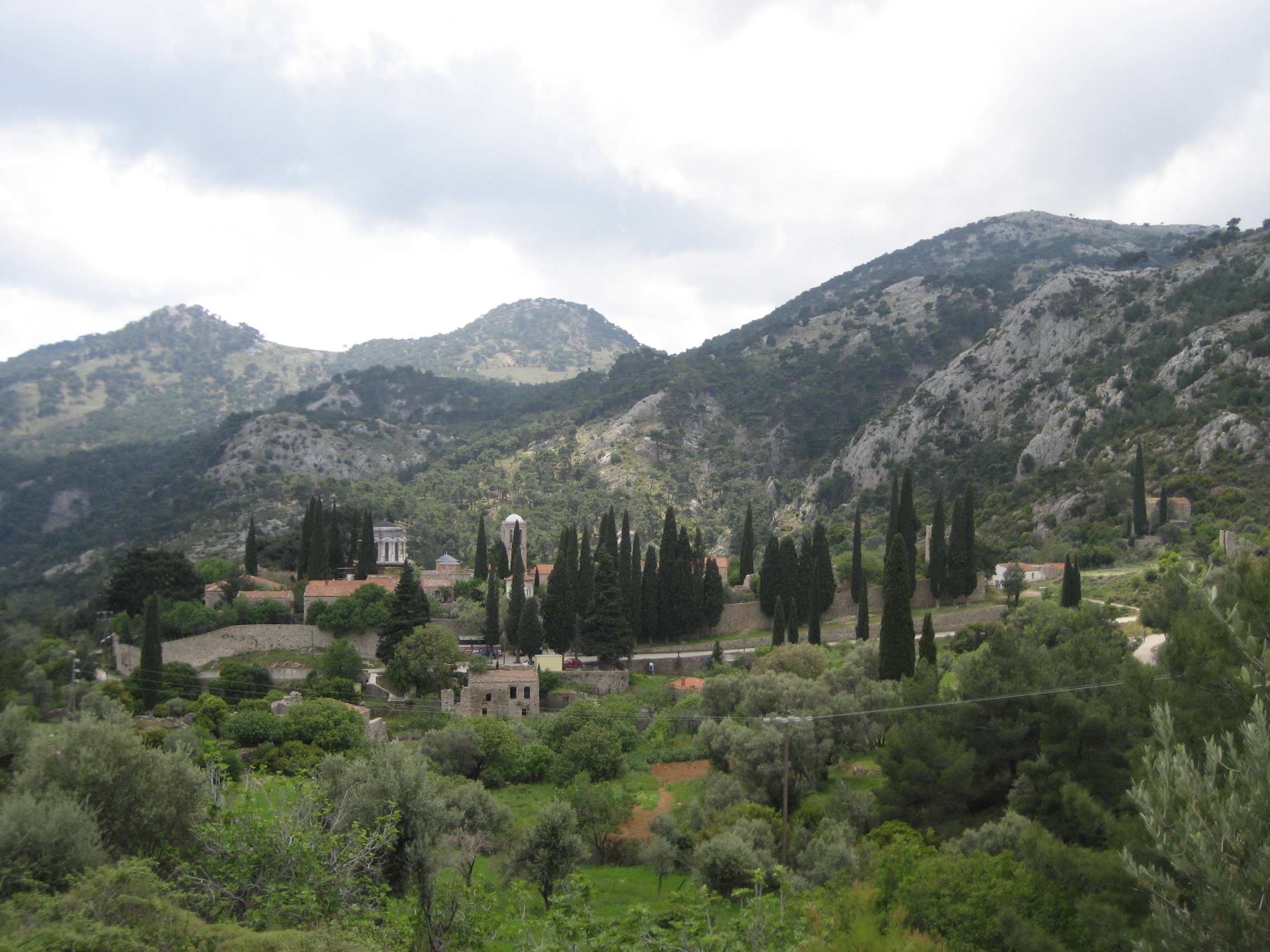
希俄斯新修道院

新修道院建築群覆蓋面積約17000平方米，現存八角形的主教堂、鐘樓、兩座小教堂、飯廳、會客廳、僧侶的臥室和一個地下水槽。整座建築群由一道重建的牆所包圍，原有於拜占庭時期興建的牆已於1822年被毀。圍牆的東北角為防衛塔，早期被用作圖書館。在圍牆以外，靠近僧侶的墓地處亦建有聖路加小教堂。1900年，一座新鐘樓建成，以取代1512年所建、現已殘破不全的古鐘樓。
現存始建於11世紀的建築物包括主教堂、地下水槽、聖路加小教堂及飯廳的一部分。於威尼斯人、熱那亞人統治時所建的僧侶臥室已多半成為廢墟。1992年，主教堂的西北開設了一座小博物館，展出了多數源自19世紀晚期的藝術品。

## 外部連結
- （希腊文）（英文） The Nea Moni Monastery's website （页面存档备份，存于）

- （希腊文） The Nea Moni of Chios, from the Greek Ministry of Culture
- （希腊文） The Nea Moni of Chios, from the Church of Greece website（页面存档备份，存于）
- （希腊文） Byzantine Mosaics of Nea Moni （页面存档备份，存于）